# Nan-tchung
Nan-tchung (čínsky pchin-jinem Nántōng, znaky 南通) je městská prefektura v Čínské lidové republice. Je součástí provincie Ťiang-su a leží na severním břehu Jang-c’-ťiang blízko jejího ústí.
Celá prefektura má rozlohu 9 802 čtverečních kilometrů a v roce 2010 v ní žilo přes sedm miliónů obyvatel, v roce 2020 pak 7,7 milionu.

## Poloha
Nan-tchung leží v provincii Ťiang-su na východním okraji Čínské lidové republiky. Hraničí na severu s Jen-čchengem a na západě s Tchaj-čouem. Východní hranice je tvořena břehem Východočínského moře a jižní hranici tvoří řeka Jang-c’-ťiang, na jejímž jižním břehu naproti Nan-tchungu se nachází přímo spravované město Šanghaj a městská prefektura Su-čou.

## Administrativní dělení
Městská prefektura Nan-tchung se dělí na sedm celků okresní úrovně, a sice tři městské obvody, tři městské okresy a jeden okres.
| Čchung-čchuan Tchung-čou Chaj-men městský okres · Čchi-tung městský okres · Žu-kao městský okres · Chaj-an okres · Žu-tung |        |                       |                    |                                  |
| Název | Název  | Počet obyvatel (2020) | Rozloha km² (2020) | Hustota zalidnění (obyv. na km²) |
| český přepis | znaky  | Počet obyvatel (2020) | Rozloha km² (2020) | Hustota zalidnění (obyv. na km²) |
| Městské obvody |        |                       |                    |                                  |
| Čchung-čchuan | 崇川区 | 1 516 013             | 564                | 2 687                            |
| Tchung-čou | 通州区 | 1 258 739             | 1 432              | 879                              |
| Chaj-men | 海门区 | 991 782               | 1 138              | 872                              |
| Městské okresy |        |                       |                    |                                  |
| Čchi-tung | 启东市 | 967 313               | 1 685              | 574                              |
| Žu-kao | 如皋市 | 1 238 448             | 1 579              | 784                              |
| Chaj-an | 海安市 | 874 334               | 1 152              | 759                              |
| Okres |        |                       |                    |                                  |
| Žu-tung | 如东县 | 880 006               | 2 252              | 391                              |
| |        |                       |                    |                                  |
| Celkem | Celkem | 7 726 635             | 9 802              | 788                              |

## Partnerská města
- Civitavecchia, Itálie (1. prosince 1999)
- Izumi, Japonsko (24. dubna 1993)
- Jersey City, New Jersey, USA (2. dubna 1996)
- Kimdže, Jižní Korea (21. října 1997)
- Rimouski, Kanada (8. září 2003)
- Swansea, Spojené království (10. dubna 1987)
- Tojohaši, Japonsko (26. května 1987)
- Troisdorf, Německo (8. dubna 1997)